# Ochten
Ochten est un village situé dans la commune néerlandaise de Neder-Betuwe, dans la province de Gueldre. Le village compte environ 4 500 habitants.